# Annette Wehrmann
Annette Wehrmann (Wernigerode, 3 de octubre de 2001) es una deportista alemana que compite en piragüismo en la modalidad de maratón. Ganó una medalla de oro en el Campeonato Europeo de Piragüismo en Maratón de 2025, en la prueba de C1 en distancia corta.

## Palmarés internacional
| \| Campeonato Europeo \| Campeonato Europeo \| Campeonato Europeo \| Campeonato Europeo \| \| Año \| Lugar \| Medalla \| Competición \| \| ------------------ \| ------------------------ \| ------------------ \| ------------------ \| \| 2025 \| Ponte de Lima (Portugal) \| Medalla de oro \| C1 (DC) \| |                          |                |             |
| Campeonato Europeo |                          |                |             |
| Año | Lugar                    | Medalla        | Competición |
| 2025 | Ponte de Lima (Portugal) | Medalla de oro | C1 (DC)     |